# Datación de huesos
La datación de huesos es un método para averiguar si un conjunto de huesos encontrados en el mismo nivel estratigráfico están asociados entre sí. Un método útil para estimar si varios huesos asociados en el mismo depósito estratigráfico tienen en realidad la misma edad relativa es el análisis químico, mediante el estudio de sus contenidos de nitrógeno, flúor y  uranio. Se basa en el hecho de que dos huesos enterrados en el mismo tipo de sedimento deberían tener las mismas proporciones de flúor, un elemento presente en la tierra y que se disuelve en el agua, de tal manera que puede ser incorporado al fósil con el paso del tiempo.

## Comprobación
En el depósito, los huesos pierden gradualmente su contenido en proteínas, especialmente el colágeno. El indicador más útil de esta perdida es el nitrógeno, que en huesos modernos ronda el 4%. La velocidad de esta reacción depende de la temperatura, el contenido bacteriológico, químico y de la humedad del yacimiento arqueológico.   
El flúor y el uranio, al contrario, se incrementan con el paso del tiempo. La velocidad de este proceso depende de la cantidad que haya de dichos elementos en las aguas subterráneas que se filtran en el depósito. Los porcentajes de flúor y uranio dependen, como en el caso del nitrógeno, de factores locales.
Así, todos estos índices de cambio son demasiado inciertos para hacer de ellos la base de un método de datación absoluta, no obstante si son útiles a la hora de distinguir huesos de edades distintas encontrados juntos en una misma unidad estratigráfica dentro de un yacimiento. 

## Ejemplo de aplicación
En los años cincuenta, fue utilizado para desvelar la falsificación del hombre de Piltdown. Se halló en Sussex en 1912 fragmentos de un cráneo humano y una mandíbula de apariencia simiesca. Se llegó a pensar que se trataba de un «eslabón perdido» entre los humanos y los monos. El hombre de Piltdown (Eoanthropus dawsoni) tuvo un lugar reconocido en los libros de texto hasta 1953, momento en que se descubrió, gracias a este método, que el cráneo era reciente (unos 620 años aproximadamente) y la mandíbula pertenecía a un orangután. Tanto el cráneo como la mandíbula habían sido tratados con un pigmento llamado dicromato de potasio y habían limado los dientes de esta última para que dieran una imagen antigua.